# メグ・レフォーヴ
メグ・レフォーヴ（Meg LeFauve）は、アメリカ合衆国の映画プロデューサー、脚本家である。

## 学歴
シラキュース大学でライティングと英語を学んだ。

## キャリア
ジョディ・フォスターの映画会社であるエッグ・ピクチャーズに就任し、プロデューサーとして映画界でのキャリアが始まった。エッグ・ピクチャーズ時代はエミー賞候補にもなったテレビ映画『The Baby Dance』（1998年）や劇場映画『イノセント・ボーイズ』（2002年）を製作した。
2015年に共同で脚本を書いたピクサーの映画『インサイド・ヘッド』によりアカデミー賞脚本賞にノミネートされた。ピクサーでは他に『アーロと少年』（2015年）でも原案・脚本を務めた。
2019年公開のスーパーヒーロー映画『キャプテン・マーベル』では原案者の1人としてクレジットされた。

## 私生活
映画製作者のジョー・フォルテと結婚し、息子を2人もうけている。

## フィルモグラフィ

### 映画
| 年   | 作品                                                   | クレジット           | 備考             |
| ---- | ------------------------------------------------------ | -------------------- | ---------------- |
| 1998 | The Baby Dance                                         | 製作                 | テレビ映画       |
| 2000 | ウェイキング・デッド Waking the Dead                   | スペシャルサンクス   |                  |
| 2002 | イノセント・ボーイズ The Dangerous Lives of Altar Boys | 脚本                 |                  |
| 2015 | インサイド・ヘッド Inside Out                          | 脚本                 |                  |
| 2015 | Oddball                                                | スクリプトエディター |                  |
| 2015 | アーロと少年 The Good Dinosaur                         | 脚本・原案           |                  |
| 2016 | ファインディング・ドリー Finding Dory                  | スペシャルサンクス   |                  |
| 2016 | The Man Who Saved Ben-Hur                              | スペシャルサンクス   | ドキュメンタリー |
| 2018 | インクレディブル・ファミリー Incredibles 2             | スペシャルサンクス   |                  |
| 2019 | キャプテン・マーベル Captain Marvel                    | 原案                 |                  |

### テレビシリーズ
| 年   | 作品     | クレジット | 備考                                |
| ---- | -------- | ---------- | ----------------------------------- |
| 2011 | Gigantic | 脚本       | 第1シーズン第14話「Back to Normal」 |